# Мурасамэ (эсминец, 1937)
Мурасамэ (яп. 村雨, «короткий дождь») — японский эсминец типа «Сирацую».
Заложен 1 февраля 1934 года на верфи Фудзинагата в Осаке. Спущен 20 июня 1935 года, вошел в строй 7 января 1937 года. Участвовал в захвате Филиппин, в сражении в Яванском море и у Мидуэя. В ночь с 5 на 6 марта 1943 года в бою потоплен американскими крейсерами и эсминцами в точке 08°03′ ю. ш. 157°13′ в. д..

## Морское сражение за Гуадалканал
Адмирал Исороку Ямамото отправил эскадру, включающую два линкора, «Хиэй» и «Кирисима», из Трука 9 ноября.  Они получили осколочные снаряды для бомбардировки аэродрома Хендерсон-Филд в ночь с 12 по 13 ноября с задачей уничтожить авиацию Союзников и дать возможность большим медленным транспортам достичь Гуадалканала и безопасно выгрузиться на следующий день. Флагманом ударной эскадры флота стал Хиэй под командованием только что повышенного до вице-адмирала Хироаки Абэ. Кроме двух линкоров ударная группа Абэ включала лёгкий крейсер Нагара и 11 эскадренных миноносцев, Мурасамэ вместе с Асагумо, Юдати, Самидарэ и Харусамэ  входил в 4-ю эскадру миноносцев под командованием контр-адмирал Тамоцу Такама.. Ещё три миноносца должны были прикрывать тылы у островов Расселл в то время, как эскадра Абэ войдёт в пролив Силарк к северу от Гуадалканала для бомбардировки аэродрома Хендерсон-Филд.
В почти полной темноте два соединения артиллерийских кораблей ещё до открытия огня смешались и корабли оказались в непосредственной близости друг от друга. Лэффи прошёл в 20 футах (6,1 м) к Хиэй так, что они едва не столкнулись. Хиэй не мог использовать свою артиллерию против Лэффи из-за своего более высокого борта, но Лэффи смог нанести тяжелый ущерб надстройке Хиэй и капитанскому мостику, ранив адмирала Абэ, и убив его начальника штаба. Лэффи, удачно ушедший от столкновения с Хиэй, встретился с Асагумо, Мурасамэ, Самидарэ и, возможно, Тэрудзуки. Японские миноносцы обстреляли Лэффи из орудий, а затем попали в него торпедой, которая разворотила кораблю киль. Несколькими минутами позже огонь попал в боезапас и Лэффи взорвался и затонул.
Закончив расстреливать Лэффи, Асагумо, Мурасамэ и Самидарэ подавили Монссен орудийным огнём, серьёзно его повредив и заставив команду покинуть корабль. Монссен затонул позднее.

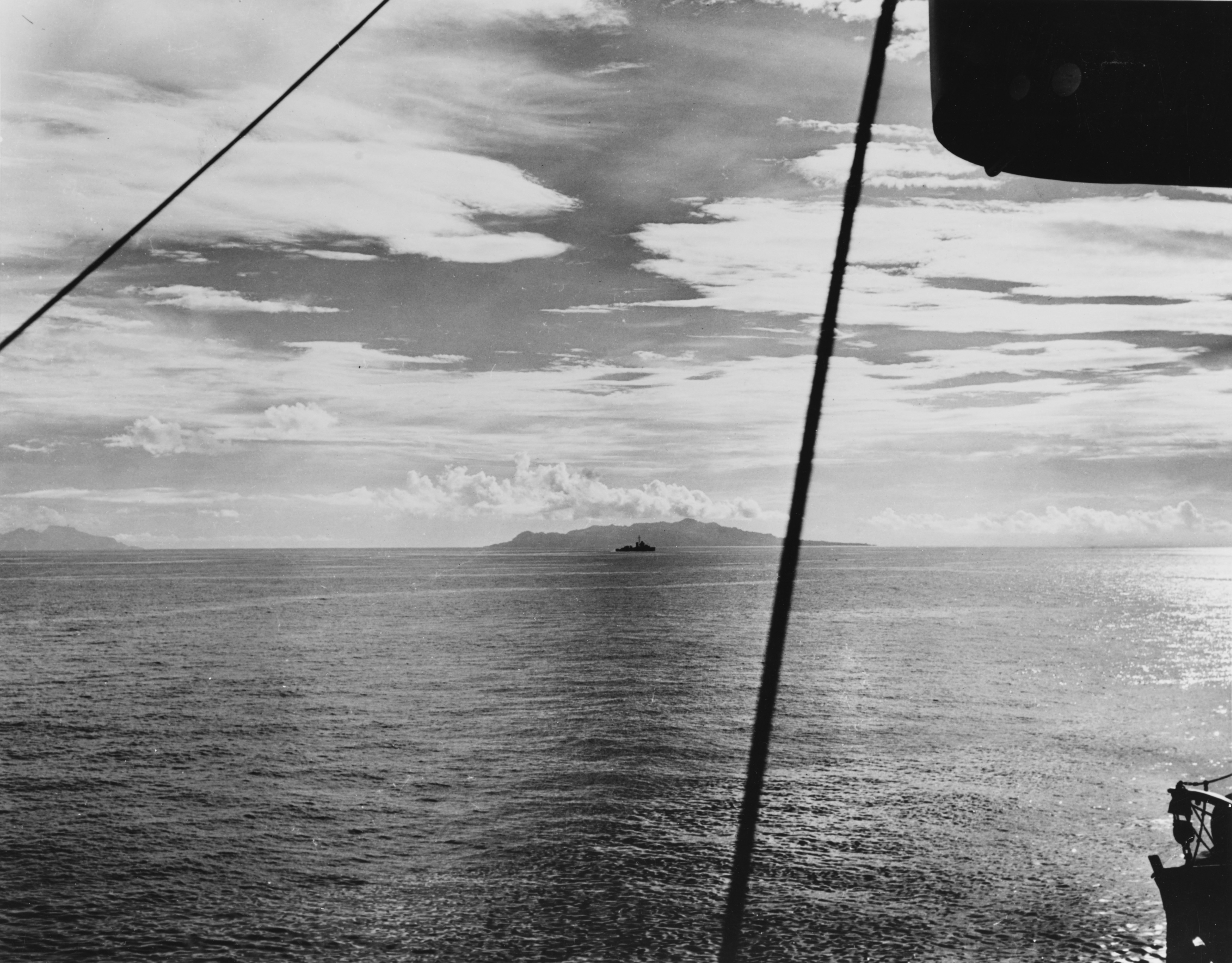
Пролив Железное дно. Большая часть сражения 13 ноября проходила между островами Саво (в центре) и Гуадалканал (слева).

Не имея возможности стрелять из орудий больших калибров по миноносцам, доставившим так много неприятностей, Хиэй сосредоточил огонь на Сан-Франциско, который шёл в 2500 ярдах (2,3 км) от него. Наряду с Кирисима, Инадзума и Икадзути выстрелы ещё четырёх кораблей попали в Сан-Франциско, что привело к блокировке управления и гибели адмирала Каллагана, капитана Касина Янга, и большей части команды на мостике. Амацукадзэ приблизился к Сан-Франциско с намерением потопить тяжело повреждённый корабль. Однако сконцентрировавшись на Сан-Франциско, Амацукадзэ не заметил приближение Хелены которая дала залп всем бортом в Амацукадзэ с близкого расстояния и вывела эсминец из боя. Тяжело повреждённый Амацукадзэ ушел под дымовой завесой пока Хелена была отвлечена атакой Агасумо, Мурасамэ и Самидарэ.
Спустя около 40 минут после начала жестокого ближнего боя обе стороны потеряли контакт и прекратили огонь около 02:26 после того как Абэ и капитан Гилберт Гувер (капитан Хелены и старший американский офицер из выживших в бою) приказали своим эскадрам выйти из боя.
У адмирала Абэ остался один линкор (Кирисима), один лёгкий крейсер (Нагара) и четыре миноносца (Асагумо, Тэрудзуки, Юкикадзэ и Харусамэ), имеющие только с небольшие повреждения и четыре эсминца (Инадзума, Икадзути, Мурасамэ и Самидарэ) со средними повреждениями. У американской эскадры остался в строю один лёгкий крейсер (Хелена) и один эсминец (Флетчер), которые ещё могли оказывать эффективное сопротивление. Однако Абэ скорее всего было непонятно, что путь для бомбардировки Хендерсон-Филд был открыт, что позволило бы обеспечить безопасную высадку десанта на Гуадалканале и он дал приказ к общему отступлению.

## Гибель вбою в проливе Блэкетт
«Мурасамэ» с 5 на 6 марта 1943 года  участвовал в очередном Токийском экспресс в составе японских эсминцев «Мурасамэ» (флаг, командир капитан 3-го ранга Ёдзи Танэгасима) и «Минэгумо» (капитан 3-го ранга Ёсио Уэсуги) под командованием командира 2-го дивизиона эсминцев капитана 1-го ранга Масао Татибаны вышел с Шортленда 5 марта 1943 года, чтобы доставить продуктовые припасы в Вила-Стенмор, южную оконечность острова Коломбангара. По пути, у юго-восточного побережья острова Бугенвиль, эсминцы обнаружили и потопили пытавшуюся их атаковать подводную лодку Grampus. 5 марта в 23:30 они благополучно прибыли в пункт назначения, выгрузив свой груз на баржи. Когда они начали возвращаться, то наблюдатели «Мурасамэ» заметили на северо-востоке залива Кула белые вспышки, которые оказались вспышками орудий соединения TF68 контр-адмирала Аарона «Tip» Меррилла.
Соединение TF68 состояло из двух групп, предназначавшихся для обстрела и беспокойства японских сил в Вила-Стенмор и Мунда соответственно. 1-я группа, участвовавшая в этом бою под командованием адмирала состояла из 3 легких крейсеров 12-й дивизии крейсеров: «Montpelier» (флаг), «Cleveland» и «Denver» и 3 эсминцев: «Cony», «Conway» и «Waller». Соединение покинуло Эспириту-Санто 4 марта, вечером 5 марта прибыв в район своих целей.
Достигнув Вила, соединение Меррилла получило сообщение, что были замечены 2 японских крейсера, покинувших Шортленд. Данные корабли были обнаружены и сопровождались корректировщиком PBY Catalina с Гуадалканала до тех пор, пока японцы не появились в 00:57 на экране радаров Меррилла на расстоянии 13,9 км. Американский адмирал принял решение об открытии огня по обнаруженным целям и уже спустя 4 минуты после получения данных с радара в 01:01 приказал открыть огонь.
Американские крейсера дали свой первый залп в темноту, не видя цели с расстояния в 9 километров. Спустя одну минуту «Waller» также дал торпедный залп. «Мурасамэ» был накрыт уже первым залпом. В течение минуты 6 полных залпов 152-мм орудий с крейсеров, управляемых радаром вызвали на нем серьёзные повреждения. Затем и торпеды «Waller»’а достигли японского флагмана. Это было первое торпедное попадание американских кораблей на Тихом океана со времен битвы у Баликпапана, исключая атаки торпедных катеров и подводных лодок. Японский эсминец взорвался и затонул в 01:15 в точке с координатами 08°03′ ю. ш. 157°13′ в. д.. 128 человек погибло, 53 моряка, включая командира 2-го дивизиона капитана 1-го ранга Масао Татибану и капитана 3-го ранга Танэгасиму, спаслись и позже достигли берегов близлежащих островов.